# Oxytropis sarkandensis
Oxytropis sarkandensis är en ärtväxtart som beskrevs av I.T. Vassilczenko. Oxytropis sarkandensis ingår i släktet klovedlar, och familjen ärtväxter. Inga underarter finns listade i Catalogue of Life.